# Целинное (Камыстинский район)
Целинное (каз. Целинный) — упразднённое село в Камыстинском районе Костанайской области Казахстана. Входило в состав Горьковского сельского округа. Расположено на берегу озера Адайколь примерно в 31 км к юго-востоку от районного центра, села Камысты. Код КАТО — 394843300. Упразднено в 2014 году.

## Население
В 1999 году население села составляло 134 человека (70 мужчин и 64 женщины). По данным переписи 2009 года в селе проживал 21 человек (11 мужчин и 10 женщин).